# رومانا هامزووا
رومانا هامزووا (چکی: Romana Hamzová؛ زادهٔ ۱۷ اوت ۱۹۷۰) بازیکن بسکتبال زن اهل جمهوری چک بود.
وی در مسابقات کشوری و بین‌المللی در مجموع برندهٔ ۱ مدال نقره شده‌است.